# Paul Di Bella
Paul Di Bella, född den 12 februari 1977 är en australisk före detta friidrottare som tävlade i kortdistanslöpning.
Di Bella deltog vid Olympiska sommarspelen 2000 på 100 meter men blev utslagen redan i försöken. Vid VM 2001 ingick han tillsammans med Matthew Shirvington, Steve Brimacombe och Adam Basil i det australiska stafettlag på 4 x 100 meter som blev bronsmedaljörer efter Sydafrika och Trinidad och Tobago.

## Personliga rekord
- 100 meter - 10,26
- 200 meter - 20,66